# 中國香港板球
中国香港板球（英語：Cricket Hong Kong, China）為香港官方管理香港板球的組織，成立於1968年，總部位於銅鑼灣掃桿埔，是國際板球理事會和亞洲板球理事會成員。

## 舉辦賽事

### 香港國際六人木球賽
香港國際六人木球賽在1992年首次舉辦，期間至數年暫止舉辦，最近一屆是2017年。

### 香港快閃板球賽
2016年至2018年的香港快閃板球賽，使世界各地板球好手來港參加這項2020賽事，然而這賽事由於資金問題而終止。

## 外部連結
- 官方网站